# Педиофобия

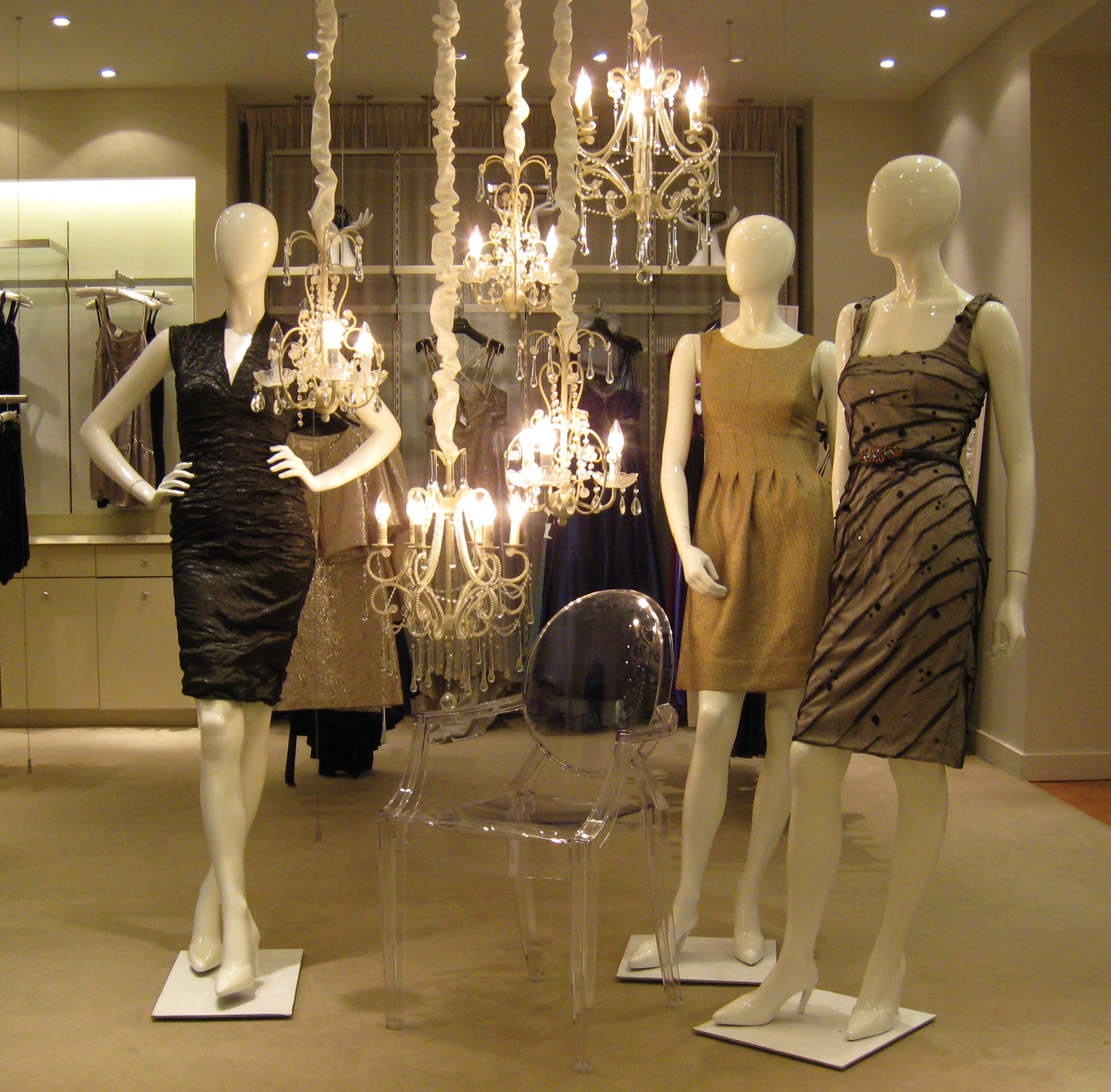
Демонстрационные манекены

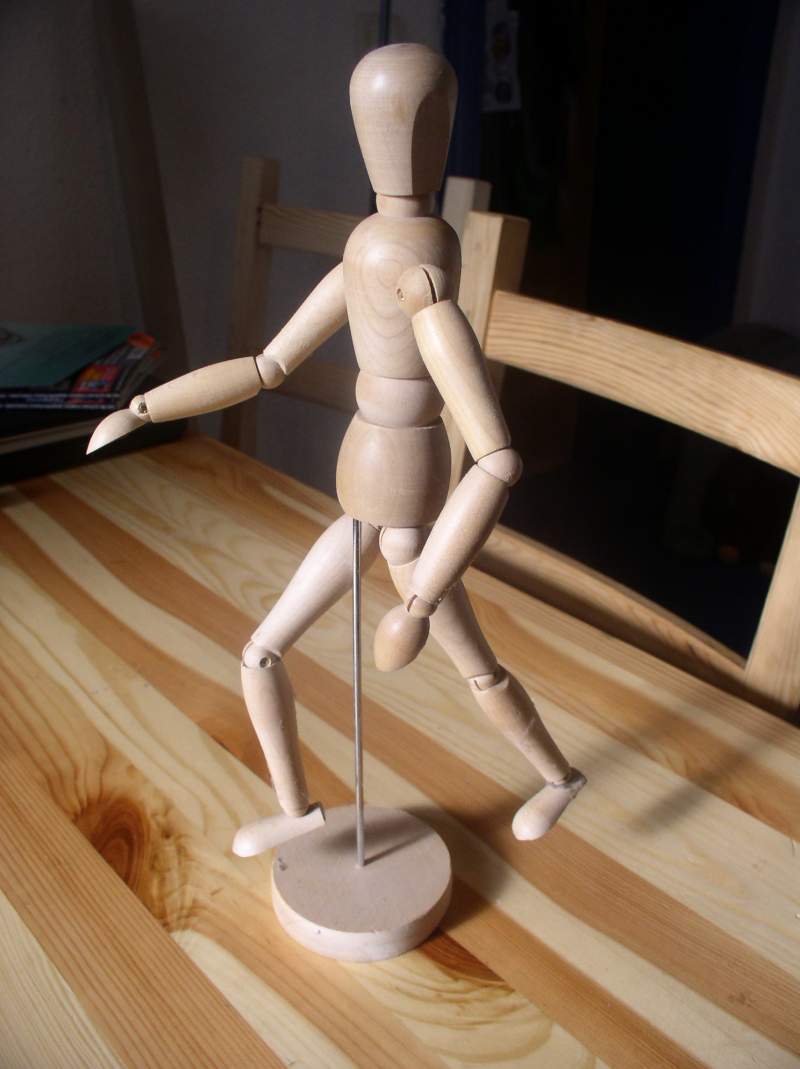
Деревянный манекен на шарнирах

Педиофобия (παιδ + φόβος в переводе с др.-греч. — «кукла» и «страх») — иррациональный страх перед куклами, манекенами, роботами и любыми другими человекоподобными куклами.

## Описание

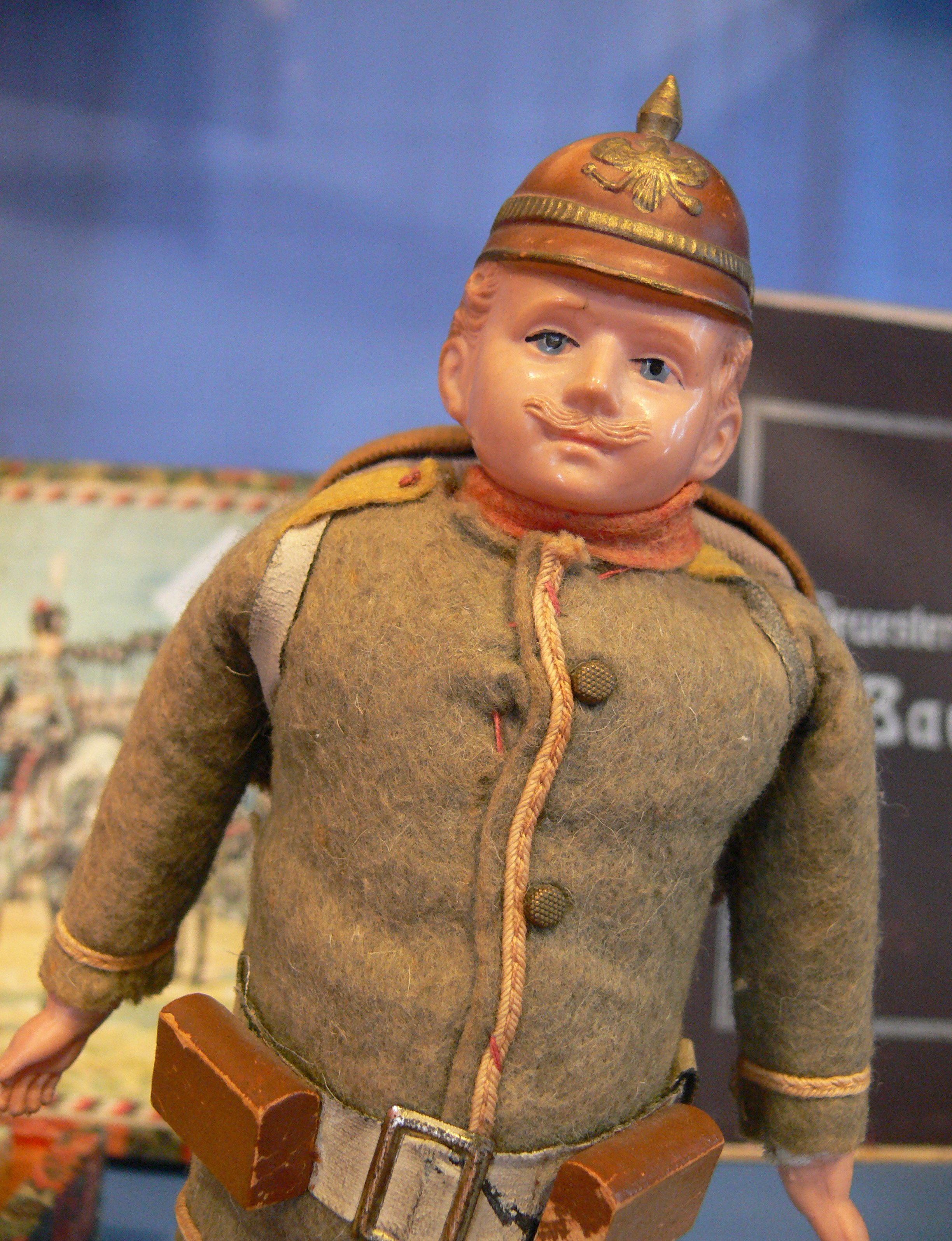
Кукла-солдат, Берлин, начало XX века

Гороховецкая щепная (плотницкая) игрушка. XIX век

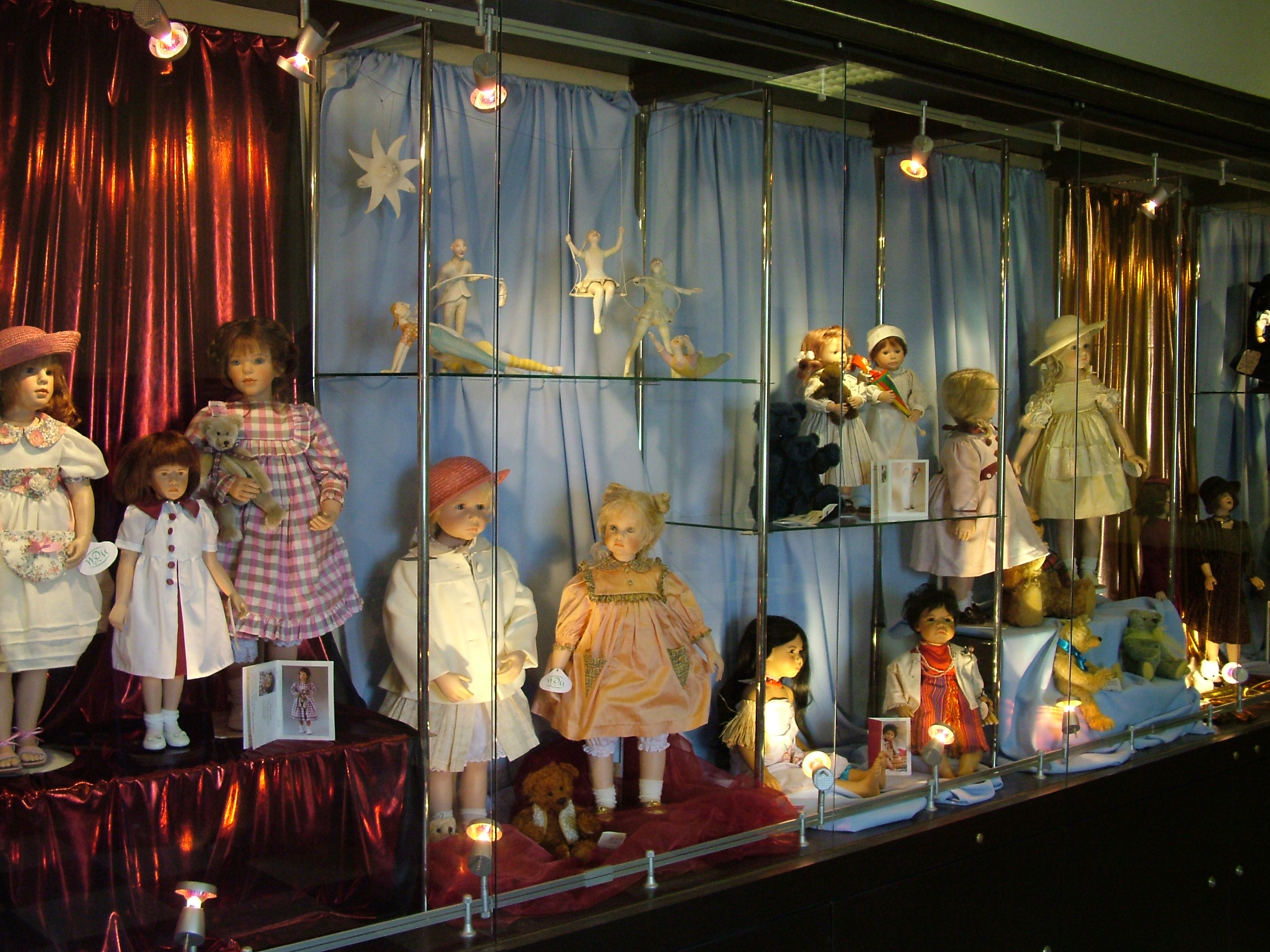
Витрина в Будапеште

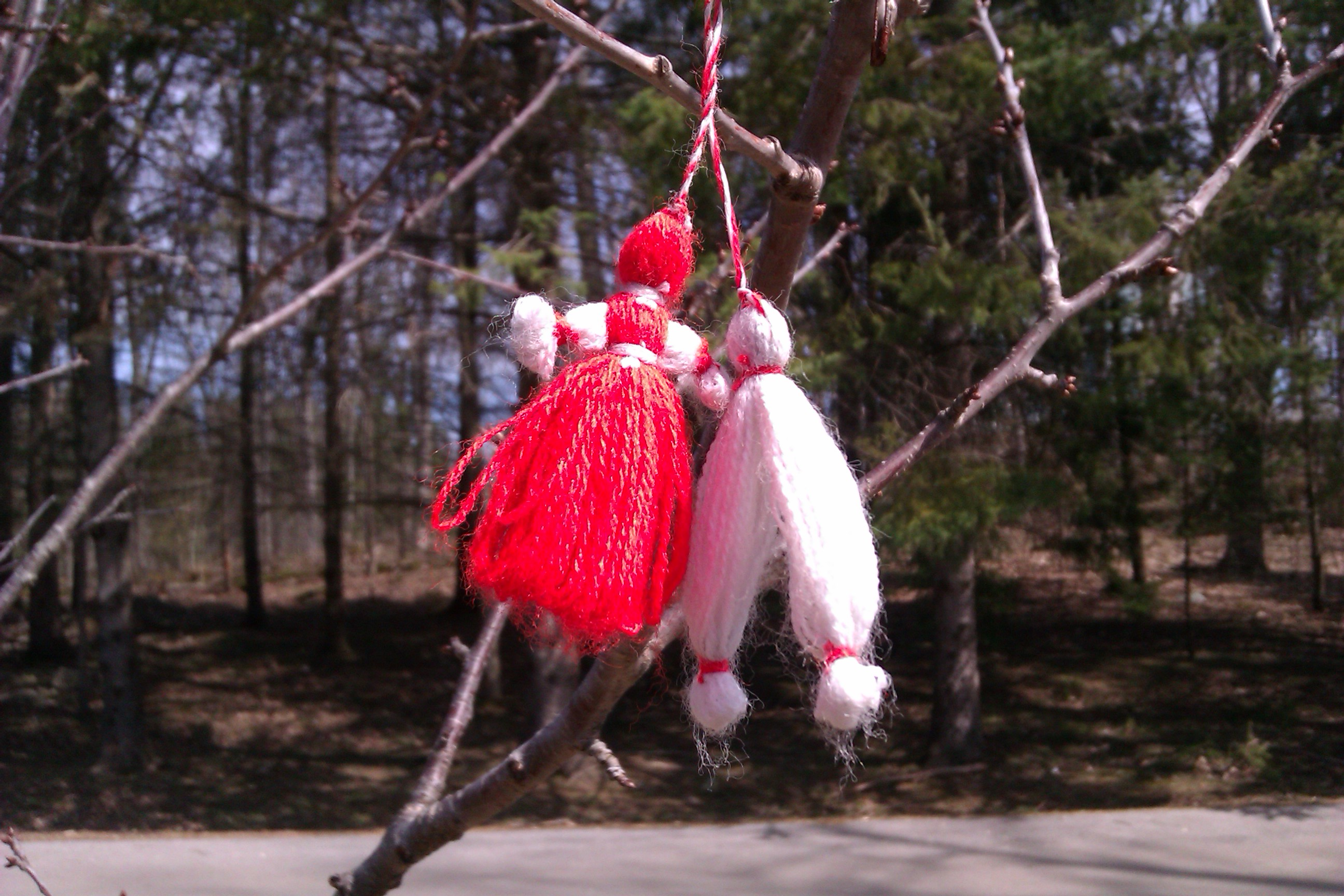
Пижо и Пенда — болгарский символ встречи весны

Педиофобия —  специфическая фобия, характеризующаяся иррациональным и навязчивым страхом перед куклами. Страх перед куклами изначально касался старых фарфоровых, натуральных игрушек, а также таких, которые могли говорить и двигаться. В настоящее время термин применяется ко всем типам человекоподобных игрушек, вне зависимости от материала или функций. Страх относится к разновидности фобий человеческих фигур, включая манекенов, роботов, рисунки, вырезки и т. д.
Педиофобия на данный момент изучена мало, причины возникновения страха не выявлены, но силу потрясения связывают с детским образом мышления, когда мир кукол и других игрушек ребёнок воспринимает как реальность. Психика ребёнка может интерпретировать незначительные с точки зрения взрослых события как травмирующие, что способствует формированию страха. Ребёнок может получить серьёзную психологическую травму, выражающуюся в том, что появляется вера в оживание искусственных людей, и боязнь их действий укореняется на неосознанном уровне.

## Причины
Естественная реакция психики на куклу, человекоподобного манекена провоцирует тревогу, повышение бдительности и страха. Это биологическая реакция, заложенная на инстинктивном уровне, сигнализирующая, что объект не живой, он может нести опасность или как минимум неизвестность. Такая реакция может стать основой для формирования стойкого чувства тревоги по отношению к куклам. 
Педиофобия возникает при стрессе, а все находящиеся рядом предметы становятся триггерами запуска тревожной реакции. Так как дети часто окружены куклами, страх может возникнуть как ассоциативная реакция на невозможность справиться с другими стрессами.
Застывшие лица, отсутствие мимики психикой воспринимается как мёртвое, стеклянный взгляд или пустые глазницы также вызывают ощущение нежити рядом. Если у личности есть страх смерти или были пережиты моменты, связанные с этим, то педиофобия может образоваться на этой почве. Сильное влияние оказал кинематограф, где в триллерах и фильмах ужасов часто фигурируют куклы, причём они обычно негативные — злые, наводящие проклятия или пытающиеся убить главного героя. Впечатлительные люди могут получить невроз после просмотра таких фильмов, а дети легко переносят сценарий на реальную жизнь и продолжают жить по законам фильма.
Страх обычно происходит от:
- хоррор-игр, где главными антагонистами являются куклы;
- негативного жизненного опыта;
- психологической травмы.

## Группы риска
- Дети с низкой самооценкой;
- Дети младше 8 лет;
- Лица с другими фобиями;
- Лица, страдающие галлюцинациями.

## Симптомы
Яркими симптомами педиофобии является активное избегание ребёнком кукол — он может прятать их в шкафы, выкидывать, не заходить в комнаты, где стоят игрушки или отказывать проходить маршрутами, где они могут встретиться. Когда личность не может избежать столкновения с куклой, то ей будет тяжело поддерживать диалог из-за повышения уровня тревоги, могут возникать реакции панической атаки, вплоть до повышения давления, гипертонического криза, появления тремора, потливости. Со стороны психики нарушается восприятие, мысли в путанице, поскольку основная задача, решаемая мозгом в тот момент, касается обеспечения себе безопасности на уровне выживания. Плач, тошнота, припадки — это всё следствия, куда загоняется психика. По внутренним ощущениям ребёнок находится перед рушащейся стеной, страшным пожаром, дулом пистолета, но пониманием того, что это кукла не даёт ему возможности реагировать в контексте бегства или защиты. Это всё даёт сильную психологическую реакцию, резкое ухудшение психологического состояния и переживание загнанности.

## Последствия
Плач, тошнота, припадки — возможные проявления педиофобии. Внутренние ощущения при этом могут быть описаны как нахождение перед рушащейся стеной, страшным пожаром, дулом пистолета, но пониманием того, что кукла не даёт возможность реагировать в контексте бегства или защиты.